# Курино (Италия)
Курино (итал. Curino) — коммуна в Италии, располагается в регионе Пьемонт, в провинции Бьелла.
Население составляет 474 человека (2008 г.), плотность населения составляет 23 чел./км². Занимает площадь 21 км². Почтовый индекс — 13865. Телефонный код — 015.
Покровителем коммуны почитается святой Квирин (San Quirino), , празднование 4 июня.

## Демография
Динамика населения:

## Администрация коммуны
- Официальный сайт: